# Комаровка (Житомирская область)
Комаровка (укр. Комарівка) — село на Украине, основано в 1937 году, находится в Хорошевском районе Житомирской области.
Население по переписи 2001 года составляет 229 человек, из них 95,20 % отметили родным украинский язык, а 4,8 % — русский. Почтовый индекс — 12134. Телефонный код — 4145. Занимает площадь 13,88 км².

## Адрес местного совета
12134, Житомирская область, Хорошевский р-н, с. Топорище, ул. Ленина, 86а